# Tetramethylthiurammonosulfid
Tetramethylthiurammonosulfid ist eine chemische Verbindung aus der Gruppe der Thiocarbonsäureamide und Sulfide.

## Gewinnung und Darstellung
Tetramethylthiurammonosulfid kann durch Erhitzen von Tetramethylthiuramdisulfid mit Triphenylphosphin oder Kaliumcyanid gewonnen werden.

## Eigenschaften
Tetramethylthiurammonosulfid ist ein brennbarer, schwer entzündbarer, gelber Feststoff mit schwachem Geruch, der sehr schwer löslich in Wasser ist. Er zersetzt sich bei Erhitzung über 243 °C.

## Verwendung
Tetramethylthiurammonosulfid wird als Vulkanisationsbeschleuniger verwendet.